# Río Riveros
El río Riveros es un curso natural de agua que nace como emisario del lago Lynch y fluye con dirección general NE por un trayecto de 18 km hasta desembocar en el río Grande.: 3 